# Jeanne van den Bergh van Eysinga-Elias
Jeanne van den Bergh van Eysinga - Elias (Amsterdam, 6 januari 1880 - Lausanne, 19 juli 1957) was een Nederlandse schrijfster en feministe. 
Jeanne Elias was een dochter van de Amsterdamse substituut-griffier Wouter Hendrik Elias en Anna Maria Hulshoff. Zij werd geboren aan de Keizersgracht 128 in Amsterdam. Op 19 juli 1906 trouwde zij in Amsterdam met Nederlands hervormd theoloog Gustaaf Adolf van den Bergh van Eysinga (1874-1957) uit Oss, predikant en bijzonder hoogleraar in Utrecht. Zij kregen drie dochters. Het gezin woonde tot 1911 in Oss, daarna tot 1915 in Helmond en vervolgens tot 1936 in Santpoort.

## Emancipatie
Elias was medeoprichtster van de Internationale School voor Wijsbegeerte in Amersfoort waar ze naast spreekster ook docente was. Tevens was ze leidster aan verscheidene volksuniversiteiten, waaronder die in Haarlem.

## Auteur
Als auteur schreef zij godsdienstige, wijsgerige en historische onderwerpen. Zo verscheen in 1920 haar Multatuli's Leven en Werken en maakte daaruit een bloemlezing.

### Artikelen
auteur
- Italiaansche en Duitsche beschouwingen over vrouwenleven -	De Gids, jaargang 89 (1925)
- Een boek over de Renaissance	- Den Gulden Winckel, jaargang 22 (1923)
- Vrouwenstrijd - De Gids, jaargang 79 (1915)
- De litterair-historische beteekenis van Mr. Joh. Kinker - De Nieuwe Gids, jaargang 26 (1911)
- Bolland's ‘Zuivere rede’	- De Gids, jaargang 75 (1911)
- Vondel en de Grieksche tragici - De Gids, jaargang 71 (1907)
- Ruusbroec in verband met de Fransche en Duitsche mystiek	- De Gids, jaargang 71 (1907)

co-auteur
- Boekenschouw met Roel Houwink, Hendrik Clemens Muller en Martin Permys - Den Gulden Winckel, aargang 23 (1924)
- Boekenschouw met  Tony de Ridder, André de Ridder en Marie Schmitz -  Den Gulden Winckel, jaargang 22	(1923)

- Boekenschouw	met H.E.H. van Loon - Den Gulden Winckel, jaargang 14 (1915)

- Biografisch Portaal: 32083314
- Digitale Bibliotheek voor de Nederlandse Letteren: berg091
- Nationale Bibliotheek van Tsjechië: xx0089250
- Virtual International Authority File: 31770981